# Kungsholms fort

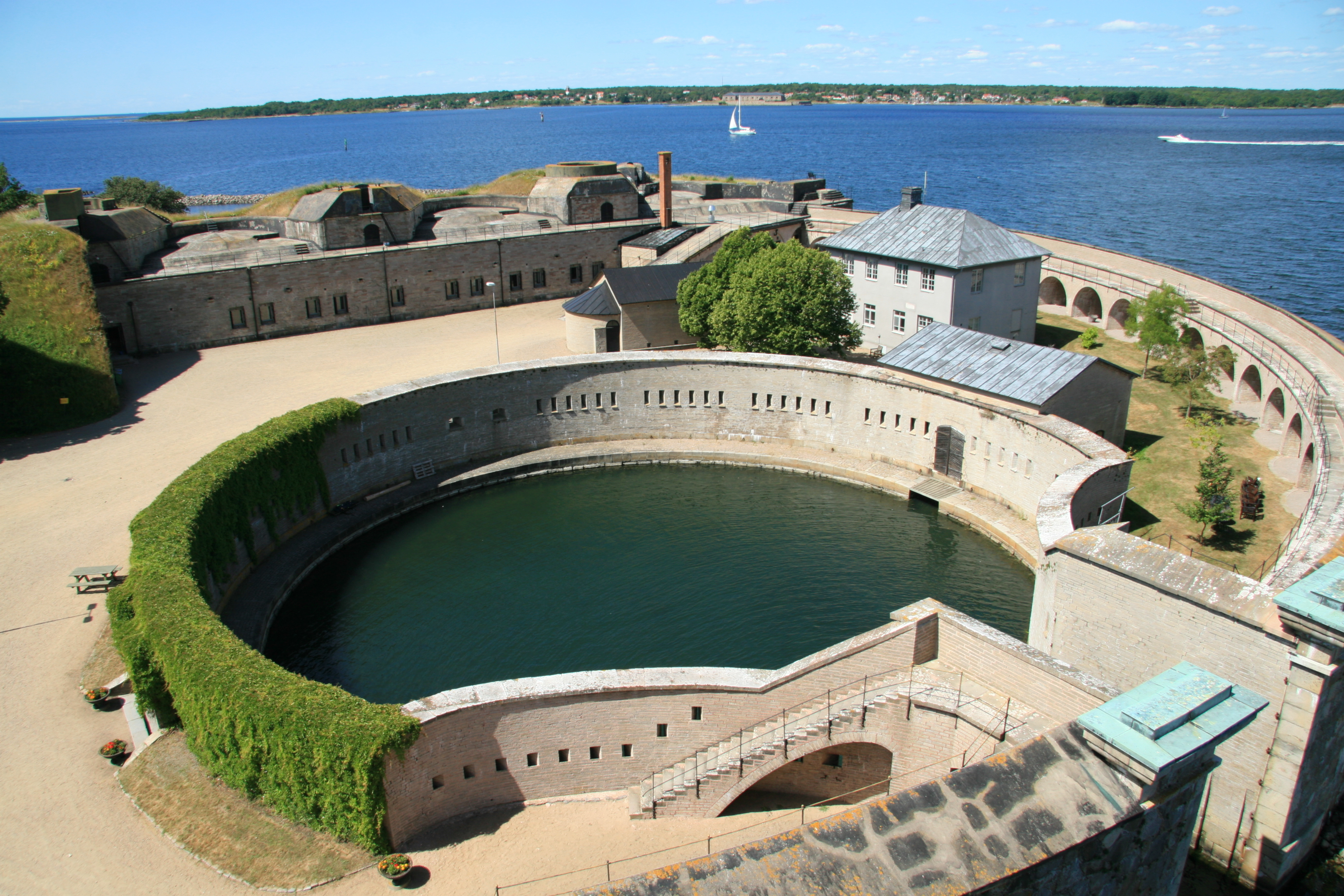
Kungsholms fort.

Kungsholms fort är en militär befästning i Blekinge skärgård som idag tillhör den svenska flottan. Kungsholms fort är idag världens äldsta kontinuerligt befästa militäranläggning, då den har varit bemannad ända sedan 1600-talet. Mellan år 1902 och år 2000 användes fortet som utbildningsplats åt delar av Karlskrona kustartilleriregemente (KA 2). 
Under det senaste decenniet har det nästan inte varit någon verksamhet alls på Kungsholms fort. Det har dock ändrats - både logement och lektionssalar har den senaste tiden renoverats för att göra plats för cirka 250 värnpliktiga. 2020 återupptogs delar av verksamheten och den 16 september samma år återinvigdes försvarsanläggningen. På plats vid invigningen deltog förutom värnpliktiga svenska soldater och sjömän även Sveriges försvarsminister Peter Hultqvist och Försvarsmaktens marinchef Ewa Skoog Haslum.
Fortet är statligt byggnadsminne sedan 25 januari 1935.

## Historia
Kungsholms fort började byggas på order av Sveriges dåvarande konung, Karl XI och skulle skydda Örlogsstaden Karlskrona vid det södra inloppet i dess skärgård. I juli 1680 var de första artilleripjäserna på plats och byggnationen var igång. Stenen som användes tog man från Kristianstad, Landskrona och Helsingborg. Samtidigt började man bygga Drottningskärs kastell på grannön Aspö. Tanken var att de två befästningarna tillsammans skulle skydda den 1 200 meter breda inseglingsleden mellan de två öarna. 
När det stora nordiska kriget bröt ut år 1700 var Kungsholmen långt ifrån färdigbyggd, och var inte heller klar vid krigets slut 1721. Den främsta anledningen till detta var brist på pengar. I rapporten från befästningskommissionen 1724 kan man läsa att Kungsholmen på grund av dåligt underhåll var mycket förfallen. Upprustning påbörjades, men det dröjde till 1788 innan man kunde kalla anläggningen för färdig. Året efter blockerades Karlskrona av en rysk flotta, men det blev aldrig någon strid. 
År 1820 inleddes en omfattande modernisering och ombyggnad. Kungsholmen fick samtidigt status som fästning.
I mitten av 1800-talet dök den räfflade kanonen upp på slagfälten och den gamla massiva rundkulan av järn byttes ut mot spetsiga projektiler, som dessutom kunde förses med sprängämnen. Detta gjorde att man snabbt och relativt enkelt kunde skjuta sönder tjocka murar, vilket tydligt demonstrerades vid en provskjutning mot Vaxholms kastell. Dessa nya rön ledde till att man ytterligare förstärkte Kungsholmen 1873–1879 samtidigt som Drottningskärs kastell avrustades. Kanoner byttes också ut och modern utrustning som avståndsmätare och strålkastare tillkom.

## Verksamhet på senare tid
Mellan år 1902 och år 2000 användes fortet som en del av Karlskrona kustartilleriregemente (KA 2). 1991 var 304:e kjkomp(kustjägarkompaniet)3:e amfbat(amfibebataljonen) placerat här under slutdelen av dess utbildning. Efter avvecklingen försvann stora delar av verksamheten vid fortet. Fram till 2007 utbildades Bassäk- och senare Säkerhetskompani sjö-soldater, men sedan början av 2007 är verksamheten förflyttad till Göteborgs garnison. Mellan 2007 och 2010 utbildades Basskyddskompaniet under sin GSU (grundläggande soldatutbildning) vid Kungsholms fort. Mellan 2010 och 2020 bedrevs ingen soldatutbildning vid Kungsholms fort. Under 2020 ställdes anläggningen åter i ordning för att i september samma år åter ta emot soldater som genomgår marinens grundutbildning. Den 16 september 2020 återinvigdes försvarsanläggningen vid en ceremoni på fortet.   
På ön finns idag även ett museum som speglar fortets historia.

## Byggnader
De flesta av byggnaderna som står kvar på Kungsholmen används än idag av värnpliktiga och befäl.

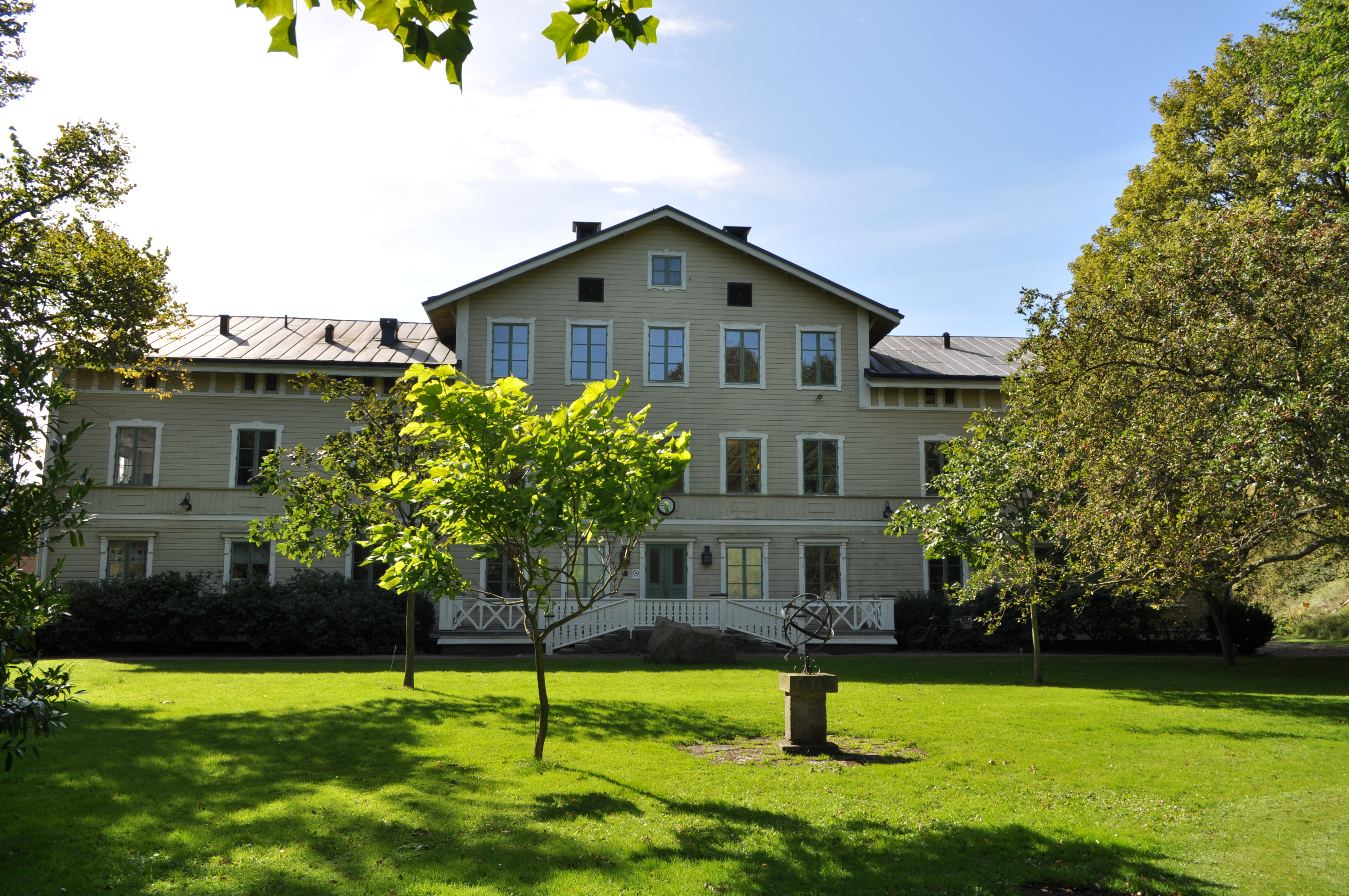
Södra befälshuset.
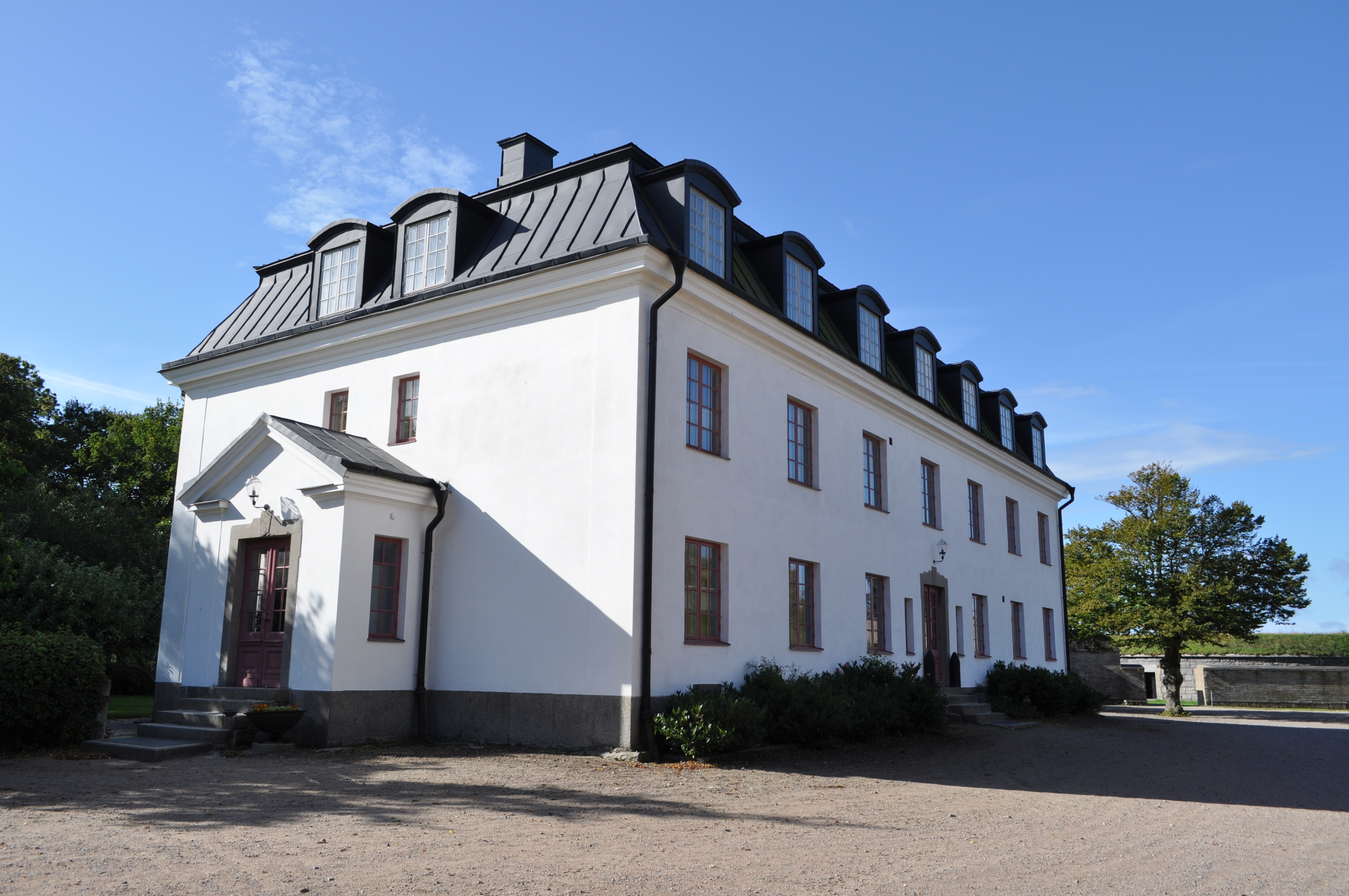
Norra befälshuset
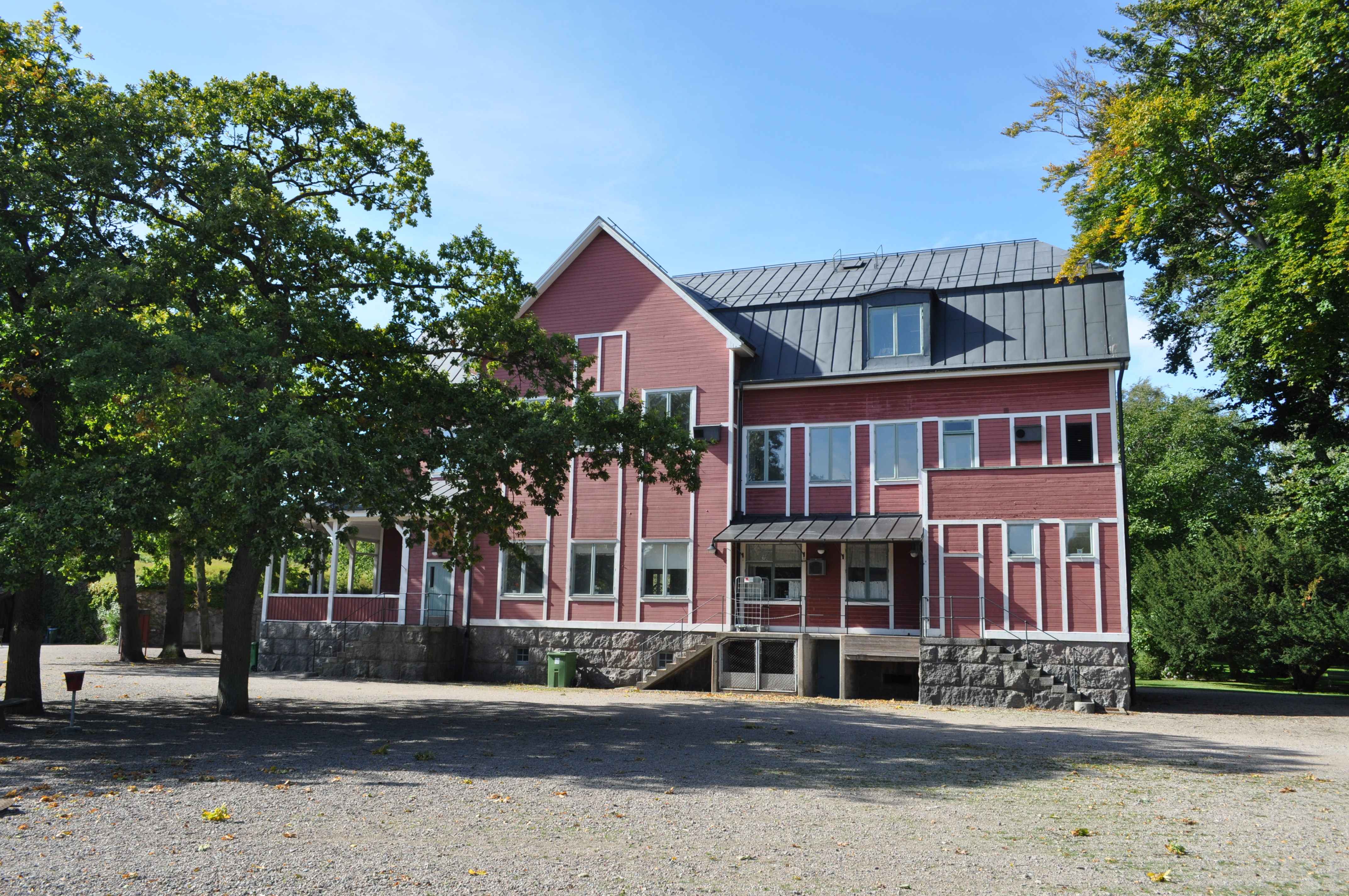
Markenteriet.

### Donjonen
Donjonen byggdes under åren 1831 till 1841 och utgör fortets centrala försvarsanläggning.

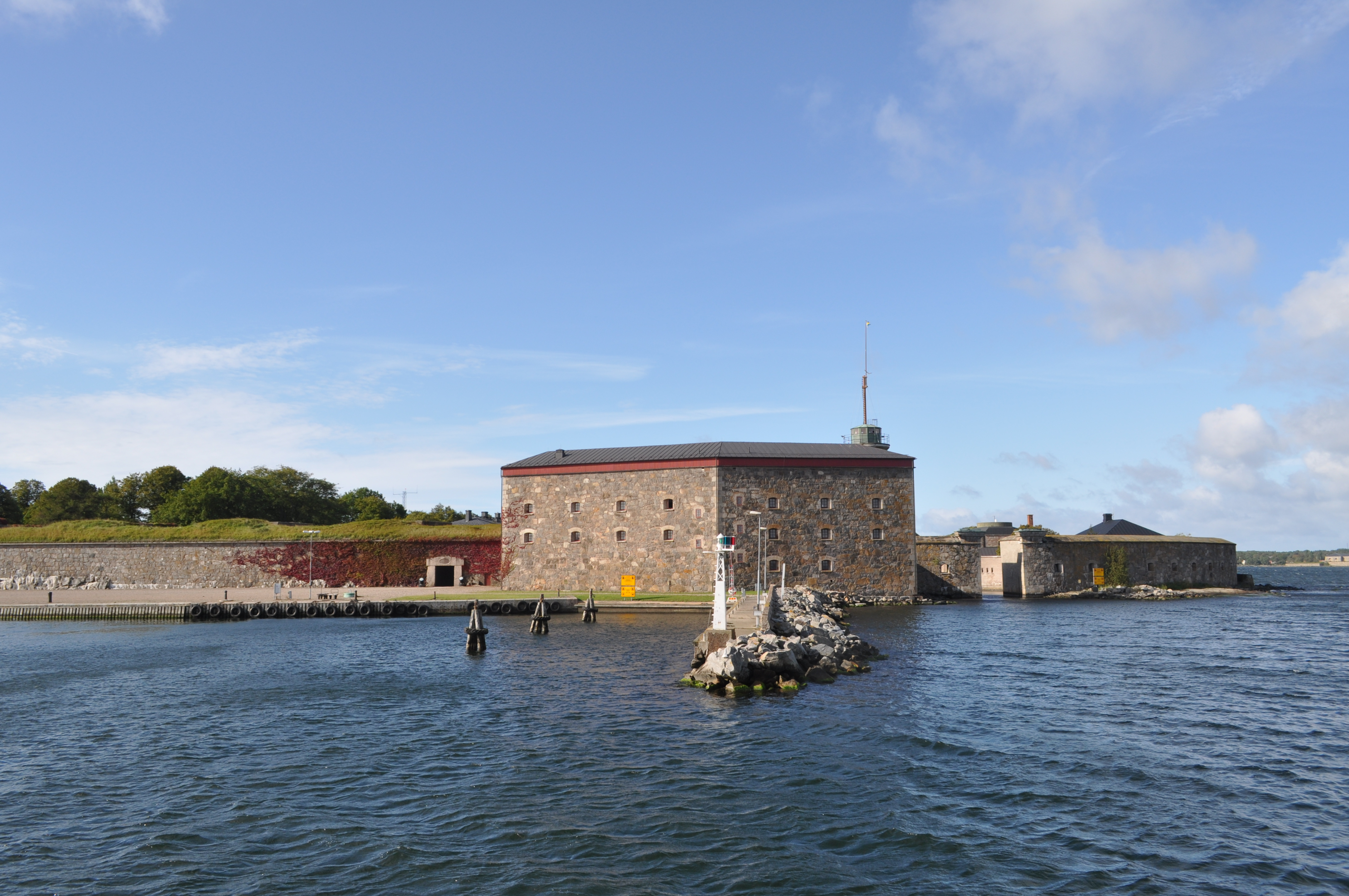
Donjonen vid Kungsholms fort.
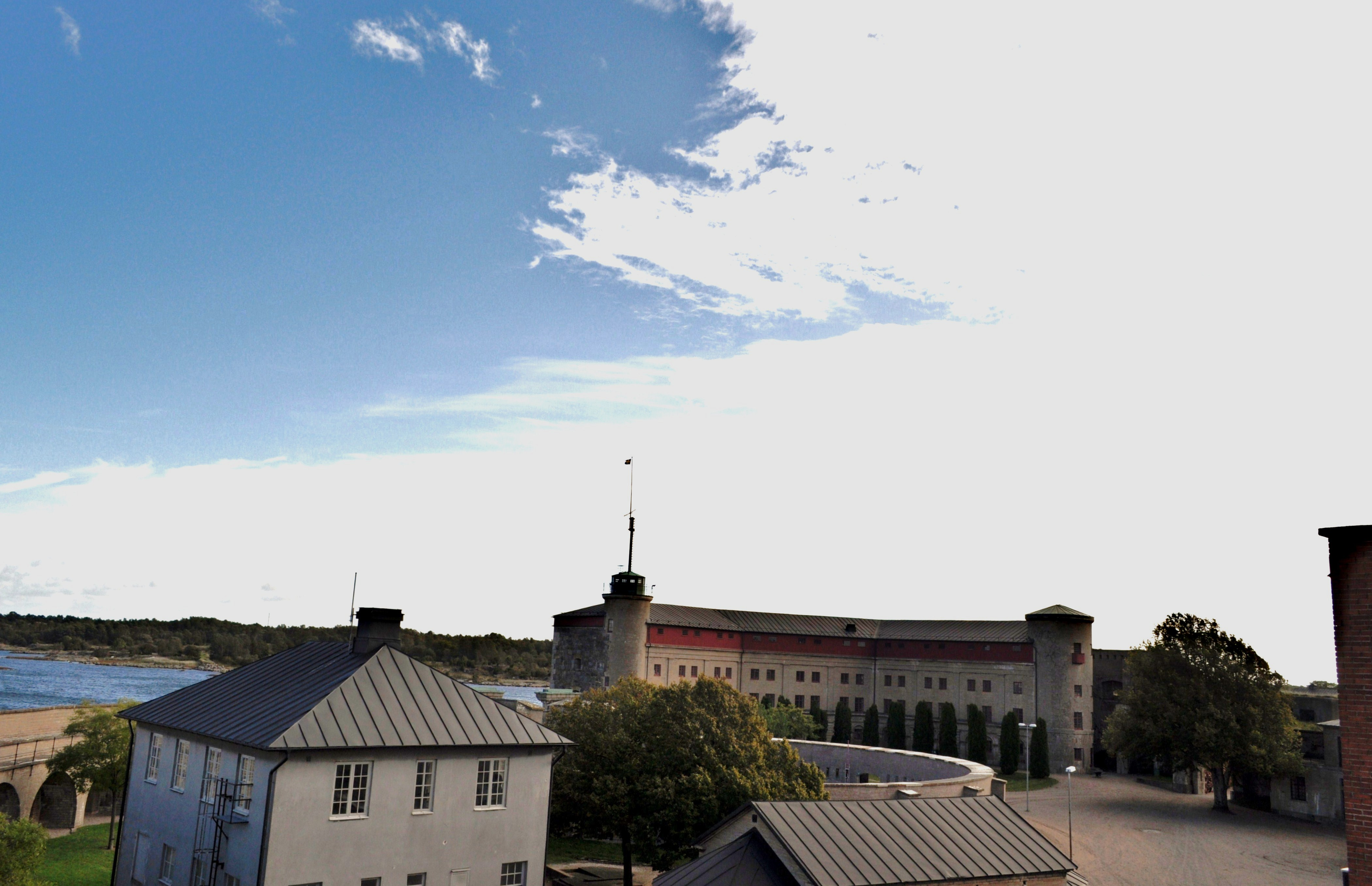
Donjonen från fortet västra sida.

### Kruthuset
Kruthuset är fortets äldsta bevarade byggnad. Den yngsta delen av huset stod färdigt år 1736.

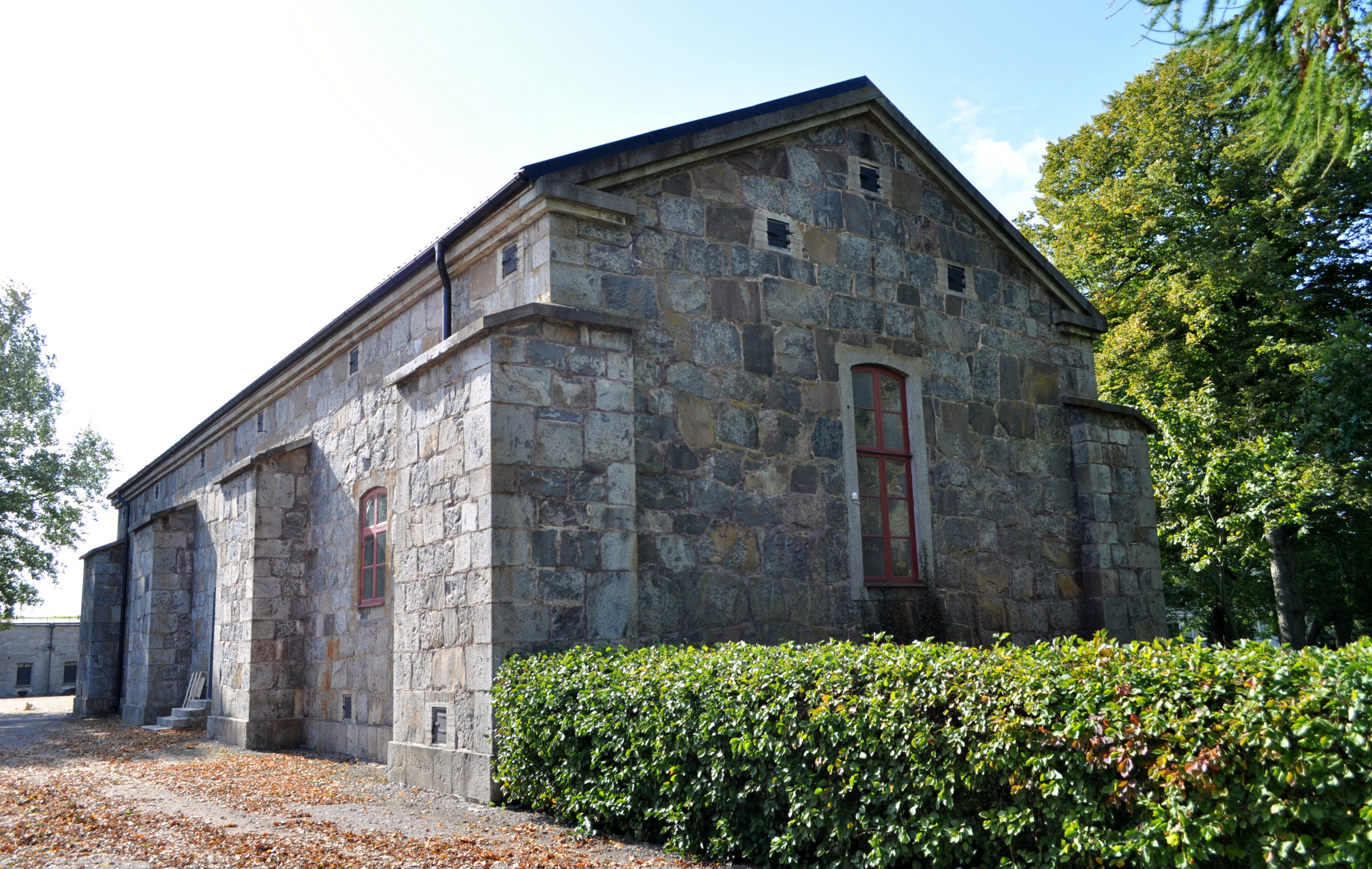
Det stora kruthuset.

### Rundhamnen
Rundhamnen är en av de populäraste byggnaderna på holmen. Fram till 1890-talet användes den port, som den är utrustad med, varje natt. Idag används dock inte hamnen av båtar.

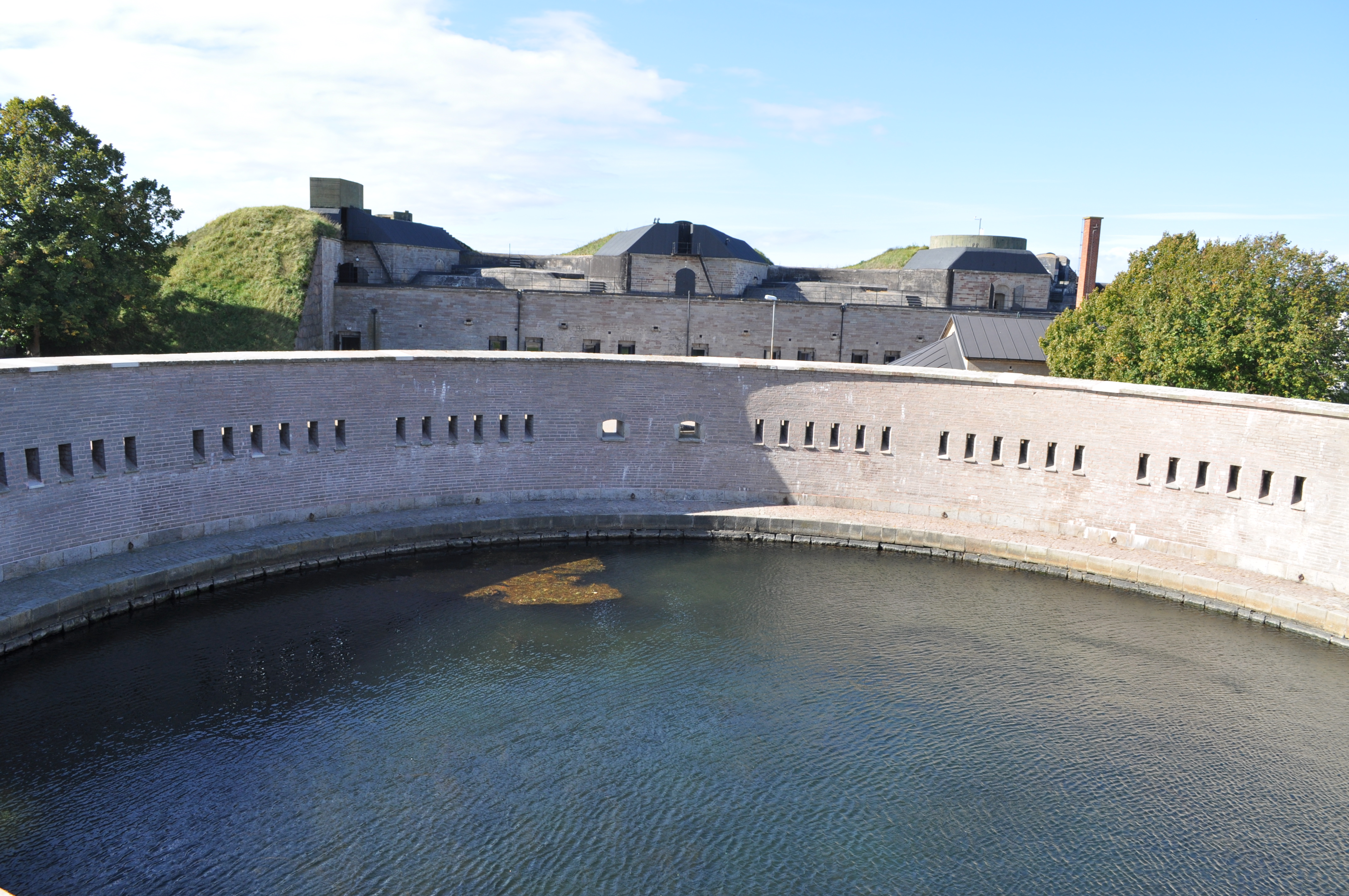
Den befästa rundhamnen.
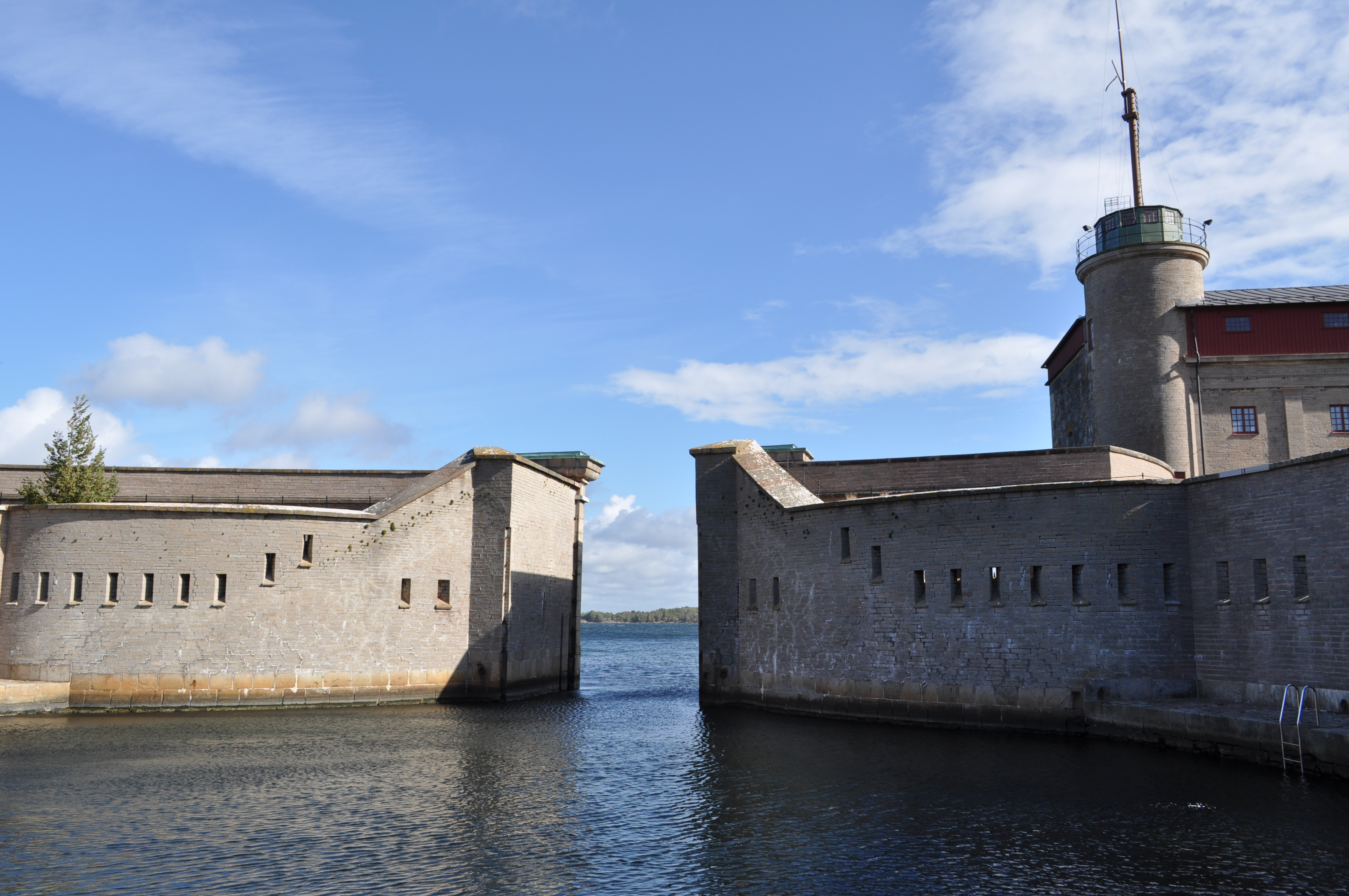
Rundhamnens öppning i vallmuren
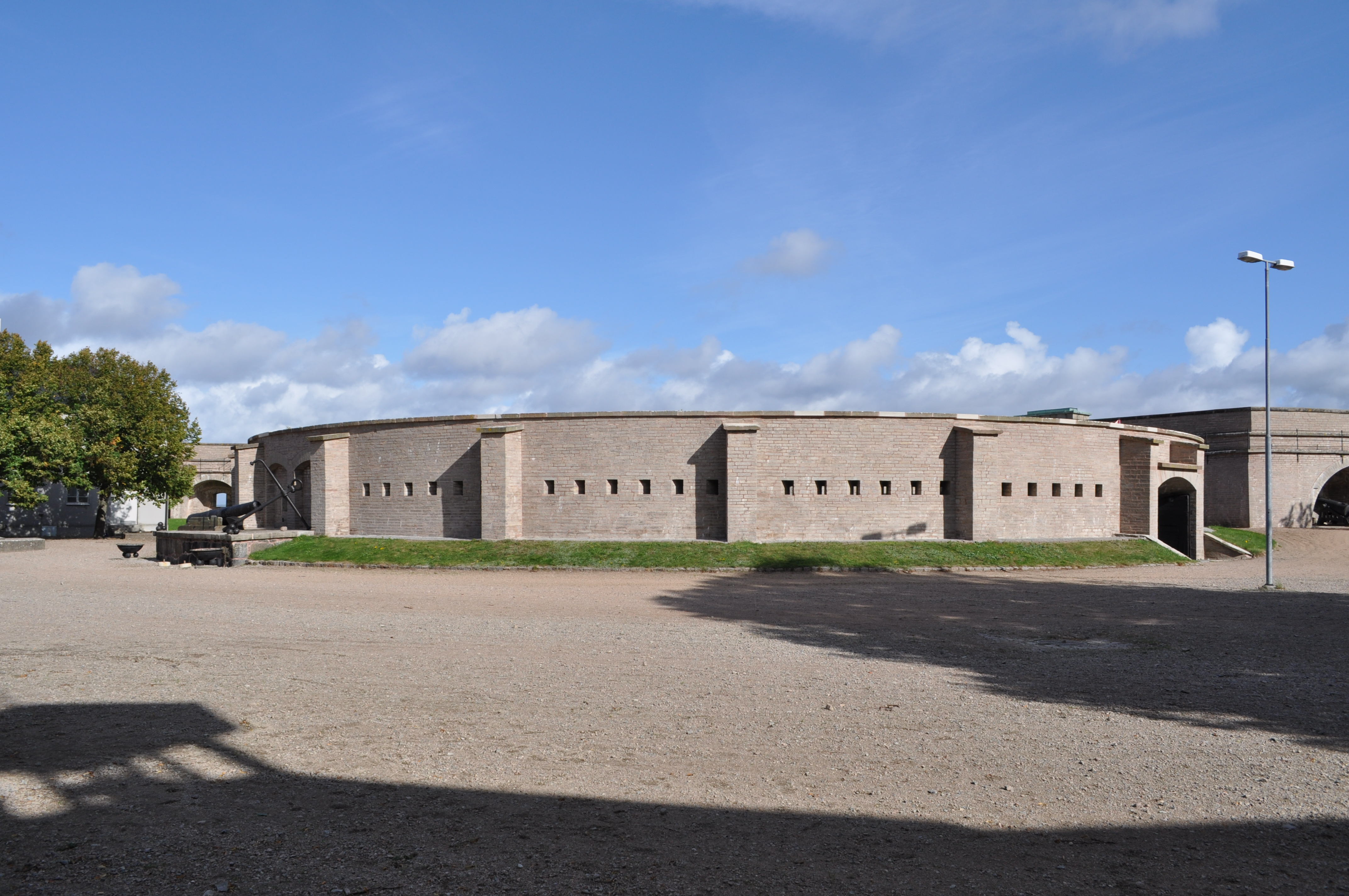
Rundhamnens befästning från söder.

### Parken
Parken, som är placerad i mitten på holmen (innanför murarna), anlades på 1870-talet som en engelsk park av Kungl. Fortifikationen. Ytan användes innan dess som exercisplats. Idag är denna park fylld av träd och växter från alla världens hörn då den har blivit uppsamlingsplats växter som tagits hem av flottans fartyg, inte minst av HMS Karlskrona, under svenska flottans långresor i främmande farvatten.

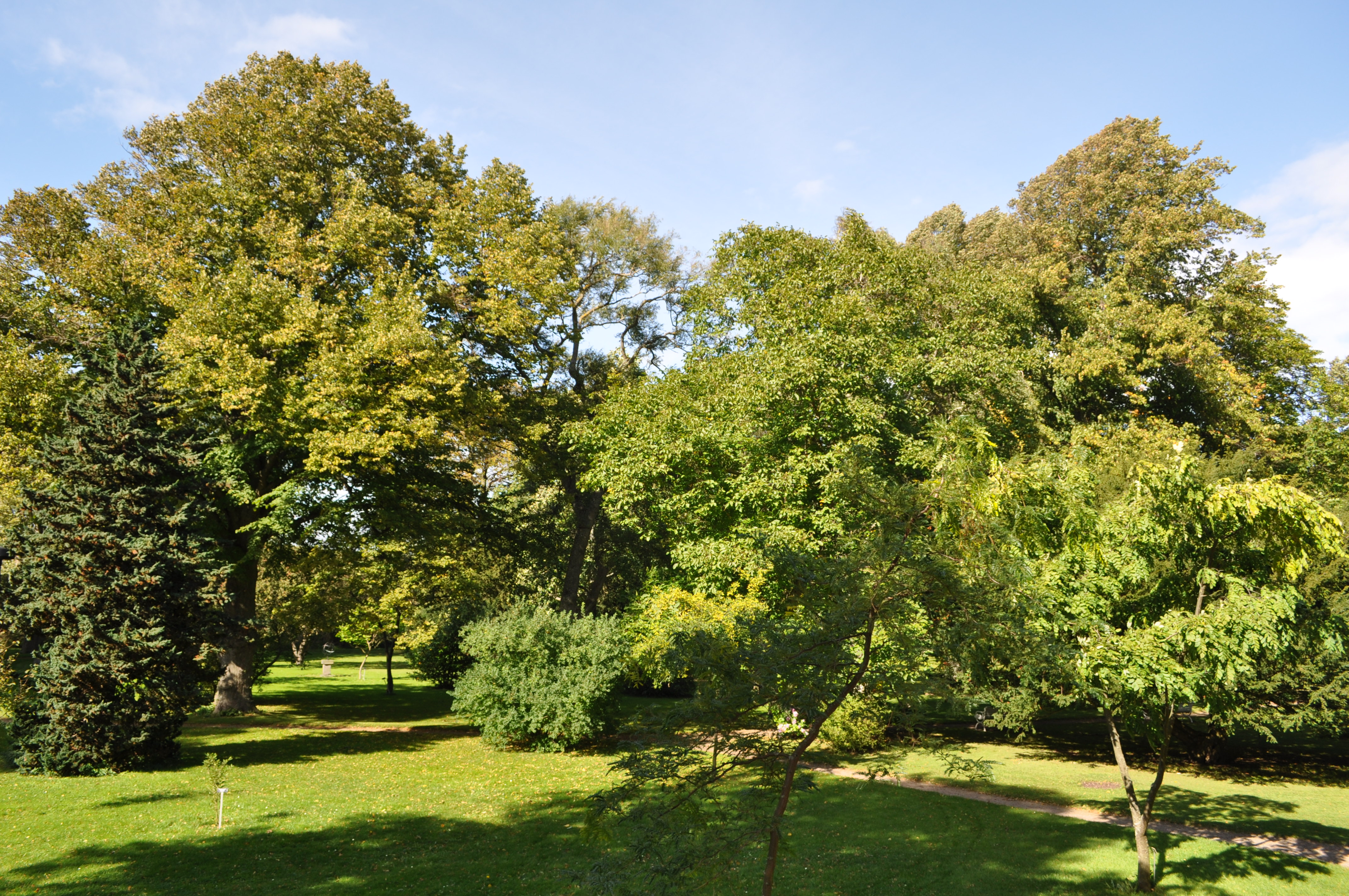
Parken på fortet.
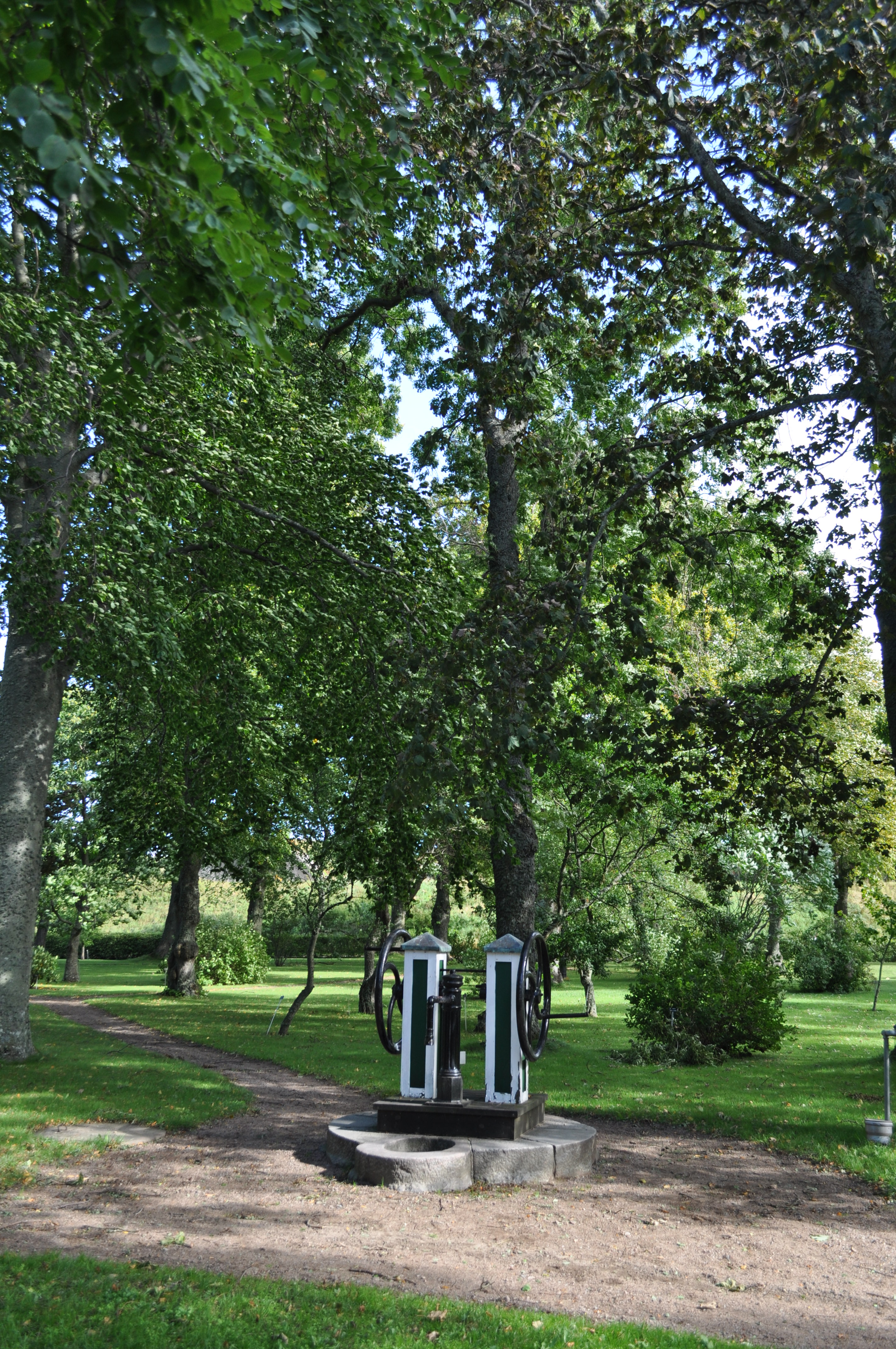
Handpumpen vid fortets brunn.

### Mareografen
Vattenståndsmätaren eller mareografen anlades 1886 för att kontinuerligt registrera havets variationer. Stationen ingår i SMHI:s nationella stationsnät och är fortfarande i drift. Data presenteras varje timme på SMHI:s hemsida (www.smhi.se).